# Karl-Bernhard Gundlach
Karl-Bernhard Gundlach (* 4. Januar 1926 in Kassel; † 28. Mai 2019) war ein deutscher Mathematiker und Hochschullehrer.

## Leben

### Jugend, Ausbildung und Promotion
Von 1943 bis 1945 leistete Gundlach seinen Wehrdienst bei der Wehrmacht.
1945 bis 1948 war er in Kriegsgefangenschaft.
Im Wintersemester 1947/48 begann er ein Studium an der University of Durham in England.
Von 1948 bis 1953 studierte Gundlach Mathematik und Physik an der Universität Hamburg.
Er beendete sein Studium 1953 mit dem Diplom für Mathematik.
Von 1953 bis 1955 arbeitete Gundlach als wissenschaftliche Hilfskraft an der Westfälischen Wilhelms-Universität Münster.
Dort promovierte er 1954 zum Dr. rer. nat. bei Hans Petersson.
Das Thema seiner Doktorarbeit war Über die Darstellung der ganzen Spitzenformen zu den Idealstufen der Hilbertschen Modulgruppe und die Abschätzung ihrer Fourierkoeffizienten.

### Berufstätigkeit
Im Jahr 1955 erhielt Gundlach zunächst ein Stipendium der Deutschen Forschungsgemeinschaft.
Von September 1955 bis August 1960 war er wissenschaftlicher Assistent an der Georg-August-Universität Göttingen.
1958 erhielt er dort seine Venia legendi im Fach Mathematik.
Von 1960 bis 1973 lehrte Gundlach an der Universität Münster.
Zunächst bis 1963 als Dozent, ab 1964 als außerplanmäßiger Professor, dann bis 1969 als Wissenschaftlicher Rat.
1969 wurde er zum wissenschaftlichen Abteilungsvorsteher und ordentlichen Professor berufen.
Ab Mai 1973 war Gundlach ordentlicher Professor für Mathematik an der Philipps-Universität Marburg.
Während dieser Zeit in Marburg übte er 1975/76, 1982/83 und 1990/91 das Amt des Dekans aus.
1994 wurde Gundlach emeritiert.
Gundlach befasste sich vor allem mit Hilbertschen Modulformen.

### Gastprofessuren
Gundlach lehrte als Gastprofessor 
- 1966 an der University of Arizona in Tucson, Arizona, USA.
- 1973 und 1994 am Tata Institute of Fundamental Research in Mumbai, Indien

## Veröffentlichungen (Auswahl)
- Die Berechnung von Multiplikatorsystemen zu Hilbertschen Modulgruppen, Göttingen: Vandenhoeck u. Ruprecht, 1989
- Einführung in die Zahlentheorie, Bibliographisches Institut & F. A. Brockhaus, 1982, ISBN 978-3411007721
- Nullstellen Hilbertscher Modulformen, Göttingen: Vandenhoeck und Ruprecht, 1982
- Infinitesimalrechnung, Vieweg+Teubner Verlag, 1973 ISBN 978-3528035617, zusammen mit Norbert Kohnen
- Zusammenhänge zwischen Modulformen in einer und in zwei Variablen, Göttingen: Vandenhoeck & Ruprecht, 1965
- Quotientenraum und meromorphe Funktionen zur Hilbertschen Modulgruppe, Göttingen: Vandenhoeck & Ruprecht, 1960
- Dirichletsche Reihen zur Hilbertschen Modulgruppe, Gießen, Brühlsche Universitätsdruck, 1958
- Über den Rang der Schar der ganzen automorphen Formen zu hyperabelschen Transformationsgruppen in zwei Variablen, Göttingen: Vandenhoeck & Ruprecht, 1958
- Über die Darstellung der ganzen Spitzenformen zu den Idealstufen der Hilbertschen Modulgruppe und die Abschätzung ihrer Fourierkoeffizienten, Münster, 1954